# 강지수 (바둑 기사)
강지수(姜智洙, 1998년 10월 8일 ~ )는 대한민국의 바둑 기사이다.

## 약력
대전 출신으로 12세 경에 바둑에 입문하여 2010년 한국기원 연구생으로 활동을 시작했다. 양천대일 바둑도장에서 이용수 사범의 지도를 받았다. 2016년 제41기 아마여류국수전에서 우승을 차지했고, 2017년 제1차(47회) 여자입단대회를 통해 입단했다. 2017년 제1회 한국제지 여자기성전 본선 16강전과 제5회 메지온배 오픈신인왕전 본선 16강에 올랐고 제22기 하림배 프로여자국수전 준결승에 진출했다. 2018년 제3회 미래의 별 신예최강전 본선 24강에 올랐다. 2020년 2단을 거쳐 2022년에 3단으로 승단했다.